# Келебердине
Балка Келебердине (Калабердине), урочище Келебердине також балка Корисирдінова - балка на межі міста Дніпро і  селища Титорове. Простягається з півночі на південний захід від межі житлового масиву Таромське до села Новотаромське, де впадає в балку Розсоловата. Балку перетинає шосе Н 08 Бориспіль - Запоріжжя. В балці розташовані три озера, котрі, ймовірно, раніше були єдиним водотоком. До XIX століття балка була вкрита густим листяним лісом.

## Історія

### Назва
Походить від прізвища Калабердин, що був начальником поштової станції розташованої поблизу на шляху Катеринослав -Одеса. Легенда оповідає начебто через станцію в заслання  у 1820 році їхав Олександр Пушкін і саме Калабердин став прототипом героя повісті "Станційний доглядач". Також через станцію проїздив Тарас Шевченко  на шляху до Хортиці.

### Балка в історії
В печерах байраку місцеве слов'янське населення переховувалось під час нападів степових кочівників. 
Також в часи Війська Запорозького в балці сиділи втікачі з підпольської України, яких не пускали на Січ.
Навесні 1648 року перед битвою в урочищі Княжі Байраки на Жовтих Водах в Корисирдіновій балці зупинялось на перепочинок козацьке військо під проводом Богдана Хмельницького.

## Екологія
Радіоактивно забруднена територія внаслідок розташування хвостосховищ уранових відходів Придніпровського хімічного заводу "База С", "Сухачівське-1", "Сухачівське-2", а також "Доменна піч N 6", де в нижній водоймі балки поховані деталі шостої доменної печі Дніпровського металургійного заводу імені Ф. Е. Дзержинського, на якій відбувалися плавки уранової руди для радянської атомної бомби.